# Denis Mary Bradley
Denis Mary Bradley (* 25. Februar 1846 in Castleisland, County Kerry, Irland; † 13. Dezember 1903) war ein irisch-US-amerikanischer Geistlicher und römisch-katholischer Bischof von Manchester.

## Leben
Denis Mary Bradley empfing am 3. Juni 1871 das Sakrament der Priesterweihe für das Bistum Portland. Ab 1880 war er Pfarrer von St. Joseph in Manchester.
Papst Leo XIII. ernannte ihn am 18. April 1884 zum ersten Bischof des drei Tage zuvor errichteten Bistums Manchester. Der Erzbischof von Boston, John Joseph Williams, spendete ihm am 11. Juni desselben Jahres die Bischofsweihe; Mitkonsekratoren waren der Bischof von Burlington, Louis De Goesbriand, und der Bischof von Saint Augustine, John Moore.